# Matizna bahenní
Matizna bahenní (Angelica palustris) je statná rostlina vlhkých luk kvetoucí mnoha drobnými bílými kvítky sestavenými do okolíků. V České republice je blízko vyhynutí a je posuzována jako kriticky ohrožená. Je druhem rodu děhel kterému se česky také říká andělika.
V minulosti byla matizna bahenní zařazována do rodu Ostericum, teprve nedávno byla uznána její blízká příbuznost s rodem Angelica a byla do něho převedena.

## Rozšíření
Druh má svou hlavní oblast výskytu ve východní Evropě a západní Sibiři. Západní hranice nesouvislého výskytu probíhá Německem, severní Lotyšskem a Estonskem, jižní Srbskem a Černou Horou. Souvislý výskyt začíná na hranicích Polska s Běloruskem a Ukrajinou a přes Moldávii a Rusko pokračuje až do západní Sibiře kde je na východě ohraničen povodím Jeniseje a na jihu Kazachstánem. Ve středoevropských státech je matizna bahenní rozšířena jen ostrůvkovitě.
Rostliny jsou vázány na vlhké slatinné louky s trvale vysokou hladinou spodní vody. Nesnášejí silnější vysychání svého kořenového systému a nejsou přizpůsobeny na dlouhodobé zaplavení povrchu půdy. Vyžadují kvalitní černozemní nebo slatinné půdy, neutrální až mírně alkalické a dobře zásobeny živinami a organickými látkami. Jsou náročné na plné světlo a nemohou úspěšně růst a kvést zastíněny v křovinách nebo lesích. Vyskytují se v nížinách až pahorkatinách, na teplo nejsou příliš náročné.
V Česku se matizna bahenní vyskytovala i v minulosti v nevelkých počtech a pouze ostrůvkovitě. Začátkem druhé poloviny 20. století se ještě objevovala na sedmi lokalitách. V současné době přirozeně vyrůstá jen na jediném místě, v národní přírodní památce Hrdibořické rybníky v okrese Prostějov na střední Moravě.

## Popis

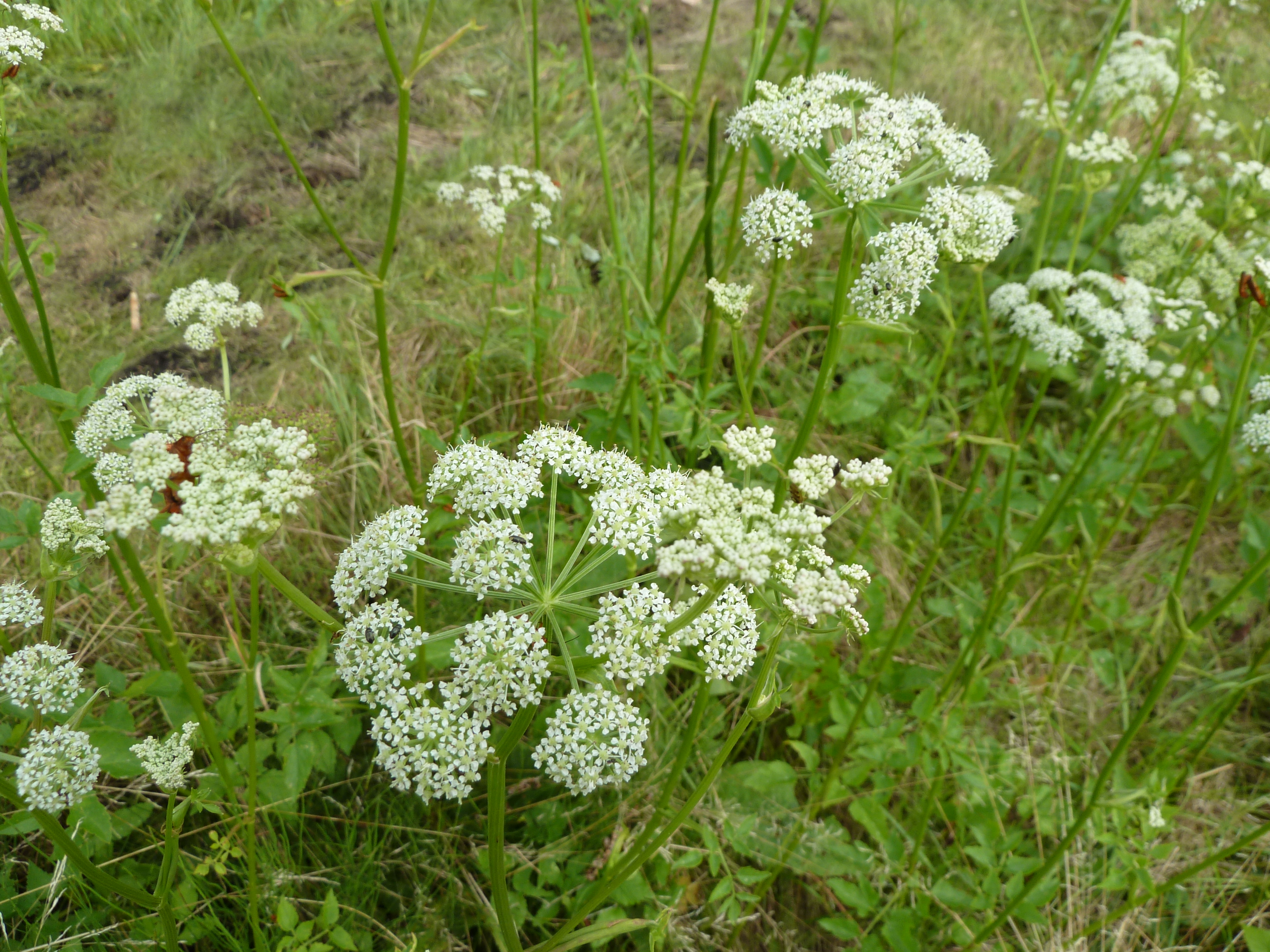
Složený okolík květů

Obvykle dvouletá bylina s hluboce rýhovanou lodyhou, 70 až 140 cm vysokou, která vyrůstá z nedlouhého, obvykle jednohlavého kořene. Je porostlá bradavčitými výrůstky a na žebrech hustými chloupky. V prvém roce se objevuje pouze listová růžice se sedmi až jedenácti úzkými řapíkatými listy s pochvou, které jsou v době kvetení již odumřelé. V druhém roce z růžice roste obvykle jedna tlustá, dutá, přímá a řídce větvená lodyha která bývá na bázi tmavě nachová. Pouze ojediněle vyroste dalších několik (6 až 10) drobnějších lodyh. Lodyha je střídavě porostlá nečetnými, lesklými světle zelenými, až 60 cm dlouhými listy. Jsou 2 až 3krát zpeřené, mají řapík a přisedající k lodyze velkou pochvou se svinutými okraji. Lístky jsou dlouhé 3 až 11 a široké 2 až 8 cm, trojúhelníkovitě vejčité, na konci zašpičatělé a po obvodě vroubkovaně pilovité až celokrajné. Pro matiznu bahenní je charakteristickým znakem zalomení vřetene směrem dolů v místech přisedání jařem a natočení lístků mimo jednu rovinu. Listy se směrem vzhůru zmenšují a přecházejí v listeny a v jejichž paždí vyrůstají postranní větve s květenstvími.
Květenství jsou vidlany složených okolíků s ostře rýhovanými stopkami. Okolíček mívá 10 až 45 květů, okolík 12 až 24 okolíčků. Obal chybí nebo je tvořen 1 až 3 opadavými listeny s mázdřitými okraji, obalíčky mají listence početné. Pětičetné květy mají vytrvalý kalich se zelenými špičatými lístky asi 0,4 mm dlouhými. Bílé obsrdčité korunní lístky lžícovitě prohnuté jsou dlouhé asi 1,7 mm. Tyčinek s prašníkem je v květu pět. Cenokarpní gyneceum je tvořeno dvěma plodolisty, spodní semeníky jsou dva stejně jako elipsoidní čnělky s plochou bliznou. Kvetou v červenci a srpnu, opylovány jsou hlavně blanokřídlým hmyzem, motýly i brouky kteří ve květech nacházejí nektar.
Plodem je světle hnědá dvounažka. Nažka je trojboká nebo elipsoidní, na hřbetu má tři nízká žebra a po stranách široká křídla.

## Rozmnožování
Klíčení zralých nažek probíhá částečně již na podzim, většinou však až druhým rokem v dubnu. Přibližně do dvou týdnů vyraší první děložní lístek, další listy narostlé v prvém roce zůstávají ve stadiu přízemní růžice. V druhém roce již počátkem dubna začíná růst lodyha se základy květenství, v září jsou zralé plody. Po jejich uvolnění rostlina počátkem října odumírá.
Dvounažky se větrem šíří do vzdálenosti několika desítek metrů, také mohou být odplaveny vodou. Nejdelší prokázána životnost semen jsou tři roky. Rostlina se vegetativně nerozmnožují.

## Příčiny ohrožení
Hlavní příčiny ohrožení druhu souvisí s lidským ovlivněním areálů výskytu. Slatinné biotopy byly v honbě za ornou půdou ve 20. století intenzivně likvidovány. Neuvážlivými plošnými melioracemi podmáčených území došlo v širokém okolí k hlubokému snížení hladiny spodní vody, to znamenalo pro mnohé vlhkomilné rostliny jistou likvidaci.
Nezanedbatelnou příčinou snížení početního stavu plodných rostlin představuje i změna způsobu obhospodařování zemědělských ploch v okolí. Stanoviště mnoha citlivých druhů jsou ovlivňována vysokými dávkami hnojiv na okolních polích včetně neúměrného používání pesticidů či herbicidů. Velkým problémem je téměř zapomenuté vypásání mezí, okrajů lesů a neúrodných luk, kdy tyto zarůstají konkurenceschopnějšími rostlinami a dřevinami.

## Ochrana
Ve snaze podpořit velikost populace jsou na její jedinou aktuální lokalitu v národní přírodní památce Hrdibořické rybníky asi od přelomu tisíciletí zpětně vysévána semena z původních rostlin. Je také záměr znovu obnovit druhou, již zaniklou populaci na Černovírském slatiništi u Olomouce kam jsou vysazovány sazeničky namnožené ze semen z NPH Hrdibořické rybníky.
Druh je zařazen do soustavy Natura 2000 a pro zajištění jeho ochrany byl vypracován "Záchranný program" podle kterého se realizuje řada speciálních opatření. Na stanovištích se do příhodných míst vysévají semena, vysazují vypěstované semenáčky a kolem skupin rostlin jsou odstraňovány stínící rostliny. Obě lokality jsou pravidelně sečeny.
Matizna bahenní je v "Seznamu zvláště chráněných druhů rostlin" stanoveném vyhláškou Ministerstva životního prostředí ČR č. 395/1992 Sb. ve znění vyhl. č. 175/2006 Sb, stejně jako v "Červeném seznamu cévnatých rostlin České republiky" z roku 2012, považován za druh kriticky ohrožený (§1) a (C1t). Obdobně je i na Slovensku ((slovensky) ostrík močiarny) hodnocen jako kriticky ohrožený druh.